# Bischofszell (district)
Het district Bischofszell was een district in Thurgau. Het district had een oppervlakte van 95,7 km² en 30.894 inwoners (eind 2004). De hoofdplaats was Bischofszell.
Tot het district behoorden de volgende gemeenten:
| Gemeentenaam            | Inwoners (31/12/2004) | Oppervlakte (km²) |
| ----------------------- | --------------------- | ----------------- |
| Amriswil                | 11.414                | 19,1              |
| Bischofszell            | 5514                  | 11,7              |
| Erlen                   | 3053                  | 12,2              |
| Hauptwil-Gottshaus      | 1824                  | 12,5              |
| Hohentannen             | 600                   | 8,0               |
| Kradolf-Schönenberg     | 3130                  | 10,9              |
| Sulgen                  | 3388                  | 9,1               |
| Zihlschlacht-Sitterdorf | 1971                  | 12,2              |